# Arrondissement di Louhans
L'arrondissement di Louhans è una suddivisione amministrativa francese, situata nel dipartimento della Saona e Loira e nella regione della Borgogna-Franca Contea.

## Composizione
L'arrondissement di Louhans raggruppa 79 comuni in 8 cantoni:
- cantone di Beaurepaire-en-Bresse
- cantone di Cuiseaux
- cantone di Cuisery
- cantone di Louhans
- cantone di Montpont-en-Bresse
- cantone di Montret
- cantone di Pierre-de-Bresse
- cantone di Saint-Germain-du-Bois